# Dysoxylum enantiophyllum
Dysoxylum enantiophyllum är en tvåhjärtbladig växtart som beskrevs av Hermann August Theodor Harms. Dysoxylum enantiophyllum ingår i släktet Dysoxylum och familjen Meliaceae. Inga underarter finns listade i Catalogue of Life.